# Isola del Gran Sasso d'Italia
Isola del Gran Sasso d'Italia är en ort och kommun i provinsen Teramo i regionen Abruzzo i Italien. Kommunen hade 4 656 invånare (2018).